# Glaucidium
Glaucidium és un gènere d'ocells de la família dels estrígids (Strigidae).

## Taxonomia
Segons la classificació del Congrés Ornitològic Internacional (versió 13.1, 2023), aquest gènere està format per 29 espècies:
- mussolet d'Albertine (Glaucidium albertinum).
- mussolet dels yungas (Glaucidium bolivianum).
- mussolet ferruginós (Glaucidium brasilianum).
- mussolet de Califòrnia (Glaucidium californicum).
- mussolet del Cap (Glaucidium capense).
- mussolet de Java (Glaucidium castanopterum).
- mussolet de Sri Lanka (Glaucidium castanotum).
- mussolet de Guatemala (Glaucidium cobanense).
- mussolet de Costa Rica (Glaucidium costaricanum).
- mussolet cucut (Glaucidium cuculoides).
- mussolet muntanyenc (Glaucidium gnoma).
- mussolet centreamericà (Glaucidium griseiceps).
- mussolet amazònic (Glaucidium hardyi).
- mussolet de Hoskins (Glaucidium hoskinsii).
- mussolet andí (Glaucidium jardinii).
- mussolet nan (Glaucidium minutissimum).
- mussolet de Pernambuco (Glaucidium mooreorum).
- mussolet de la Patagònia (Glaucidium nana).
- mussolet de selva nebulosa (Glaucidium nubicola).
- mussolet de Colima (Glaucidium palmarum).
- mussolet de Parker (Glaucidium parkeri).
- mussolet eurasiàtic (Glaucidium passerinum).
- mussolet perlat (Glaucidium perlatum).
- mussolet del Perú (Glaucidium peruanum).
- mussolet de jungla (Glaucidium radiatum).
- mussolet de Tamaulipas (Glaucidium sanchezi).
- mussolet de Cuba (Glaucidium siju).
- mussolet de Sjostedt (Glaucidium sjostedti).
- mussolet pit-roig (Glaucidium tephronotum).

Tanmateix, altres obres taxonòmiques, com el Handook of the Birds of the World i la quarta versió de la BirdLife International Checklist of the birds of the world (Desembre 2019), compten que el gènere consta de 32 espècies, car consideren que una subespècie del mussolet del cap (G. capense castaneum) i un altre del mussolet rovellat (G. brasilianum tucumanum) constitueixen espècies de ple dret. A més', el mussolet de collar, recentment classificat pel COI en el nou gènere Taenioptynx, encara el compten dins de Glaucidium. Segons aquests criterir, doncs, s'haurien d'afegir:
- mussolet castany (Glaucidium castaneum).
- mussolet de collar (Glaucidium brodiei).
- mussolet de Tucumán (Glaucidium tucumanum).